# Chelonus medus
Chelonus medus är en stekelart som beskrevs av Telenga 1941. Chelonus medus ingår i släktet Chelonus och familjen bracksteklar. Inga underarter finns listade i Catalogue of Life.